# Топорище (станція)
Топорище — пасажирська залізнична станція Коростенської дирекції Південно-Західної залізниці на лінії Коростень — Житомир між зупинними пунктами Андріївка та Галинівка. 
Розташована поблизу села Комарівка Хорошівського району Житомирської області.

## Історія
Лінія Коростень — Житомир була прокладена 1915 року. У 1932 році виник як роз'їзд 53 км, що згодом був перейменований у станцію Топорище.

## Пасажирське сполучення
На станції зупиняються приміські потяги у напрямки станцій Коростень та  Житомир.